# Henning Bommel
Henning Bommel (ur. 23 lutego 1983 w Finsterwalde) – niemiecki kolarz torowy i szosowy, brązowy medalista torowych mistrzostw świata i wicemistrz Europy.

## Kariera
Pierwszy sukces w karierze Henning Bommel osiągnął w 2001 roku, kiedy zdobył srebrny medal w drużynowym wyścigu na dochodzenie podczas torowych mistrzostw świata juniorów. Na rozgrywanych osiem lat później mistrzostwach świata wojskowych w Clonmel zdobył złoty medal w szosowym wyścigu ze startu wspólnego. W międzyczasie kilkakrotnie zdobywał medale torowych mistrzostw Niemiec, w tym złoty w drużynowym wyścigu na dochodzenie w 2007 roku. W tej samej konkurencji razem z kolegami z reprezentacji zdobył srebrny medal podczas torowych mistrzostw Europy w Poniewieżu w 2012 roku. Rok później, na torowych mistrzostwach świata w Mińsku razem z Theo Reinhardtem zdobył brązowy medal w madisonie. Nie startował na igrzyskach olimpijskich.